# Morimus granulipennis
Morimus granulipennis är en skalbaggsart som beskrevs av Stephan von Breuning 1939. Morimus granulipennis ingår i släktet Morimus och familjen långhorningar.
Artens utbredningsområde är Myanmar. Inga underarter finns listade i Catalogue of Life.